# 948

## Esdeveniments
- Otó el Gran funda missions diocesanes a Brandenburg, Havelburg, Ribe, Aarhus i Slesvig.
- Borrell II esdevé comte d'Urgell

## Necrològiques
- Romà I Lecapè, emperador romà d'Orient
- Sunifred II d'Urgell, comte d'Urgell